# Independência Total
Independência Total é o hino nacional de São Tomé e Príncipe, foi escrito por Alda do Espírito Santo, com música de Manuel dos Santos Barreto de Sousa e Almeida. O hino foi adotado logo após o país conquistar a independência de Portugal, em 12 de julho de 1975.